# دوللي جونز
دوللي جونز (بالإنجليزية: Dolly Jones)‏ هي عازفة الجاز أمريكية، ولدت في 27 نوفمبر 1902 في شيكاغو في الولايات المتحدة، وتوفيت في 1 أغسطس 1975.

## وصلات خارجية
- دوللي جونز على موقع ميوزك برينز (الإنجليزية)
- دوللي جونز على موقع أول ميوزيك (الإنجليزية)
- دوللي جونز على موقع ديسكوغز (الإنجليزية)